# Luigi Zampa
Luigi Zampa (Roma, Itàlia, 2 de gener de 1905 − Roma, 16 d'agost de 1991) va ser un director de cinema i guionista italià.

## Biografia
Diplomat pel Centro Sperimentale di Cinematografia de Roma, Luigi Zampa comença la seva carrera, com a guionista per a Mario Soldati (Dora Nelson ) i Mario Camerini (Centomila dollari ). Es converteix en director el 1941 amb L'attore scomparso , el seu primer llargmetratge. En la immediata postguerra, participa en el moviment neorealista amb pel·lícules com Viure en pau i L'Honorable Angelina, que manifesten una certa originalitat, en la mesura que aborden temes greus sense desistir d'un color d'humor popular. En aquest esperit, i amb la col·laboració en els guions de l'escriptor Vitaliano Brancati, Zampa realitza encara Anni difficili  (1948) i Anni facili  (1953), on raspalla un retrat sense complaença de personatges políticament oportunistes. Segons Jean Antoine Gili, 
| « | les primeres pel·lícules de Zampa formen un conjunt coherent sobre la vida de la Itàlia des dels anys del feixisme fins als primers anys de la postguerra | » |

. El cinema de Luigi Zampa, a l'inici, ha estat de vegades qualificat de neorealisme rosa , basant-se en un matrimoni, en suma feliç, entre elements melodramàtics i aspectes de comèdia de costums, acolorida d'ironia estrident. Entre les realitzacions notables de Zampa, cal remarcar la pel·lícula Getting-Straight, coescrita amb Francesco Rosi, primera interpretació valenta dels fenòmens sociològics vinculats a l'activitat de la camorra napolitana.

## Filmografia
Filmografia:

### Director
- 1933: Risveglia di una città
- 1941: L'Attore scomparso
- 1942: C'e sempre un ma!
- 1942: Fra' Diavolo
- 1942: Signorinette
- 1945: L'Abito nero da sposa
- 1946: Un Americano in vacanza
- 1947: Vivere in pace
- 1947: L'Onorevole Angelina
- 1948: Anni difficili
- 1949: Cuori senza frontiere
- 1949: Children of Chance
- 1950: Campane a martello
- 1951: Signori, in carrozza!
- 1951: È più facile che un cammello...
- 1952: Processo alla città
- 1953: Siamo donne
- 1953: Anni facili
- 1954: Questa è la vita
- 1954: La Romana
- 1955: Ragazze d'oggi
- 1955: L'arte di arrangiarsi
- 1958: Ladro lui, ladra lei
- 1958: La Ragazza del palio
- 1959: Il Magistrato
- 1960: Il Vigile
- 1962: Anni ruggenti
- 1963: Frenesia dell'estate
- 1965: Una Questione d'onore
- 1966: I Nostri mariti
- 1968: Il Medico della mutua
- 1968: Le Dolci signore
- 1970: Contestazione generale
- 1971: Emigrant a Austràlia, honrat i ben plantat, vol casar-se amb paisana immaculada (Bello, onesto, emigrato Australia sposerebbe compaesana illibata)
- 1973: Bisturi, la mafia bianca
- 1975: Gente di rispetto
- 1977: Il Mostro
- 1979: Letti selvaggi

### Guionista
- 1939: Mille lire al mese
- 1939: Un Mare di guai
- 1939: Ho visto brillare el stelle
- 1940: Centomila dollari
- 1940: Tutto per la donna
- 1940: La Danza dei milioni
- 1940: Il Capitano degli ussari
- 1940: Manovre d'amore
- 1941: L'Attore scomparso
- 1942: C'e sempre un ma!
- 1942: Fra' Diavolo
- 1942: Signorinette
- 1943: Gli Ultimi filibustieri
- 1945: L'Abito nero da sposa
- 1946: Un Americano in vacanza
- 1947: Vivere in pace
- 1947: L'Onorevole Angelina
- 1951: Signori, in carrozza!
- 1952: Processo alla città
- 1953: Canzone appassionata
- 1953: Anni facili
- 1954: Questa è la vita
- 1954: La Romana
- 1955: Ragazze d'oggi
- 1955: L'Arte di arrangiarsi
- 1956: Tempo di villeggiatura
- 1958: Ladro lui, ladra lei
- 1958: La Ragazza del palio
- 1959: Il Magistrato
- 1960: Il Vigile
- 1962: Anni ruggenti
- 1965: Una Questione d'onore
- 1968: Il Medico della mutua
- 1970: Contestazione generale
- 1971: Bello, onesto, emigrato Australia sposerebbe compaesana illibata
- 1975: Gente di rispetto

## Premis i nominacions

### Nominacions
- 1950: Lleó d'Or per È più facile che un cammello...
- 1953: Lleó d'Or per Anni facili
- 1954: Lleó d'Or per La romana
- 1966: Os d'Or per Una questione d'onore
- 1973: Palma d'Or per Bisturi, la mafia bianca